# جنگ ایران و عثمانی (۱۷۲۷–۱۷۲۳)

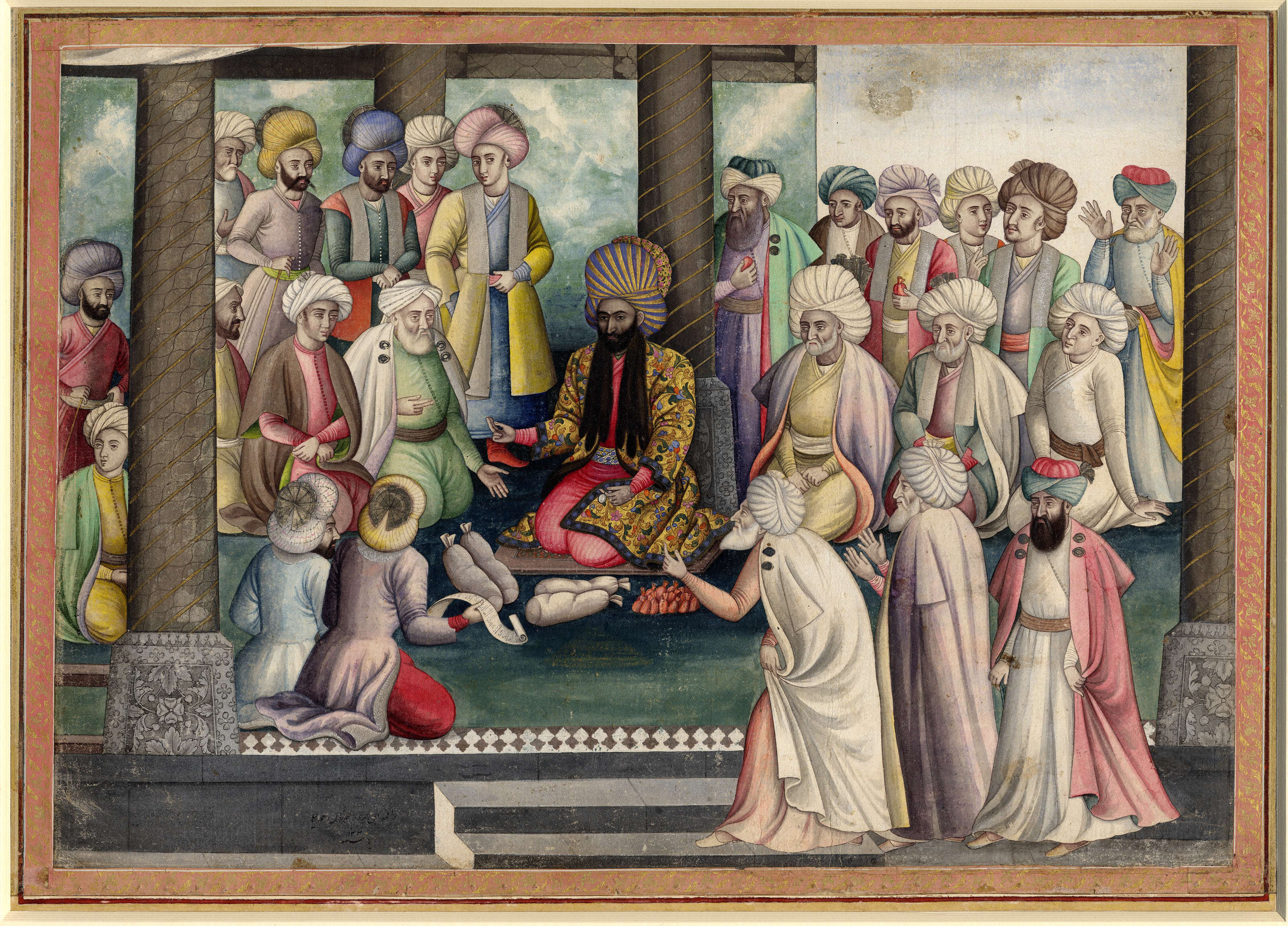
دربار صفویه در دوران سلطنت شاه سلطان حسین صفوی نقاشی از محمد علی ابن محمدزمان در دوران صفوی‌ایران در سال ۱۷۲۰

جنگ ایران و عثمانی (۱۷۲۷–۱۷۲۳) درگیری میان صفویه و هوتکیان با امپراتوری عثمانی بود. در سال‌های پایانی پادشاهی صفویه، شورش اقوام ایرانی بیشتر و بیشتر شد. با سقوط اصفهان، مرزهای ایران مورد تاخت و تاز همسایگانی قرار گرفت که اوضاع آشفته و نابسامان را غنیمت می‌شمردند و به درون سرزمین ایران به پیش می‌راندند. امپراتوری عثمانی که در اثر پیشروی سریع روسیه در سرزمین‌های ایران در سواحل دریای مازندران وارد جنگ شده بود و با پیمان استانبول (۱۷۲۴) روسیه و عثمانی سرزمین‌های غربی ایران را بین خود تقسیم کردند عثمانی پس از پیروزی‌های پی در پی خود در سال ۱۷۲۷ با هوتکیان پیمان همدان را امضا و غرب ایران را تصرف کردند.

## زمینه
پس از آن که امپراتوری عثمانی برای اولین بار در نتیجه معاهده کارلویتس در سال ۱۶۹۹ متحمل خسارات ارضی وسیعی در غرب شد، تلاش کرد تا سرزمین‌های از دست رفته را پس بگیرد و اگرچه تا حدودی با پیروزی بر روسیه (۱۷۱۱–۱۷۱۳) و ونیز (۱۷۱۵–۱۷۱۸)، به این هدف دست یافت ولی با عهدنامه پاساروفچه (۱۷۱۸) که در نتیجه شکست خود در برابر امپراتوری مقدس روم امضا کرد، تسلیم ضررهای ارضی جدید شد. پس از معاهده مورد بحث، عثمانی‌ها وارد دوره صلح آمیزتری به نام دوران لاله شدند که تا سال ۱۷۳۰ ادامه داشت و دوره‌ای بدون جنگ در مرزهای غربی تا سال ۱۷۳۶ بود.
اواخر دوره صفویه رو به افول قرار رفت و مرزهای آنها از مناطق مختلف مورد حمله قرار می‌گرفت. قبایل بلوچ از سال ۱۶۹۸ به منطقه کرمان حمله کرده بودند، هوتکی‌های افغان از سال ۱۷۱۷ به خراسان حمله کردند و لزگی‌ها از سال ۱۷۲۱ به شروان، آذربایجان و داغستان حمله کردند. با محاصره اصفهان توسط افغان‌ها، شاه سلطان حسین در ۲۳ اکتبر ۱۷۲۲ تسلیم شد و از سلطنت کناره‌گیری کرد و هوتکی‌ها کنترل پایتخت ایران را به دست گرفتند. با سقوط اصفهان شاه تهماسب دوم پسر شاه سلطان حسین در قزوین اعلام پادشاهی کرد.
روسیه که با عهدنامه نیستاد در سال ۱۷۲۱ جنگ ۲۱ ساله شمال با سوئد را پیروزمندانه به پایان رساندند و استونی امروزی و جنوب فنلاند را به خاک خود ضمیمه کرد، این بار به سمت جنوب چرخید و بر برنامه‌های خود در مورد ایران متمرکز شد. برای این منظور ابتدا برای تجدید معاهده ای که در سال ۱۷۱۳ با امپراتوری عثمانی امضا کرد، رفت. در ۵ اکتبر ۱۷۲۱، معاهده برقراری «دوستی ابدی» بین امپراتوری عثمانی و تزار روسیه در استانبول امضا شد. به این ترتیب روسیه مرزهای جنوبی خود با عثمانی‌ها را مشخص کرد و می‌خواست از این وضعیت دشواری که صفویه در آن افتادند بهره‌مند شود. روس‌ها در ۲۷ ژوئیه ۱۷۲۲ وارد عمل شدند و مخاچ‌قلعه، تارکی و دربند را در سواحل دریای مازندران اشغال کردند. در نتیجه یک مبارزه ۳ ماهه، روس‌ها در ۲۸ مارس ۱۷۲۳ رشت را تصرف کردند و در ۷ ژوئیه وارد بادکوبه شدند.
دولت عثمانی در ماه مه ۱۷۲۲ (پیش از شروع اشغال روسیه) شورای مشورتی تشکیل شد و گزینه مداخله نظامی در ایران را مورد بحث و بررسی قرار داد و سپس دستور حمله از استان‌های ارزروم، وان و بغداد صادر شد. با این حال حسن پاشا والی بغداد و سلحدار ابراهیم پاشا والی ارزروم توصیه کردند منتظر نتیجه محاصره اصفهان توسط هوتکی‌های افغان باشند. اما پیشروی سریع روس‌ها در سواحل دریای مازندران در قفقاز در تابستان ۱۷۲۲ باعث نگرانی عثمانی‌ها شد. در ماه نوامبر، درخواست حاجی داوود بیگ، سفیر شمال شروان (اکثریت سنی مذهب) پذیرفته شد و منطقه تحت حفاظت عثمانی‌ها قرار گرفت. تنش حاصل از عثمانی و روسیه زمانی آرام شد که به سفیر ترکیه در مسکو اطمینان داده شد که روسیه تا جنوب کوه‌های قفقاز گسترش نخواهد یافت. در ژانویه ۱۷۲۳، عثمان آغا، سفیر دیگر عثمانی، از بغداد به اصفهان رفت و چون شرایطی که به محمود افغان رهبر هوتکیان ارائه کرد، پذیرفته نشد، عثمانی‌ها تصمیم گرفتند به ایران حمله کنند.

## ورود ارتش عثمانی به گرجستان (۱۷۲۳)
ارتش روسیه با پیشروی اشغال خود با گسترش به سمت جنوب در امتداد سواحل دریای مازندران باعث شد که امپراتوری عثمانی نیز وارد عمل شود. شاه تهماسب دوم هنگامی که محمد قلی خان (شاهزاده گرجی با نام کنستانتین دوم که به اسلام گروید) را به جای واختانگ ششم، حاکم پادشاهی کارتلی که تحت فرمان ایران بود را منصوب کرد، واختانگ از سلحدار ابراهیم پاشا، گروهبان ارتش شرقی عثمانی کمک خواست. ابراهیم پاشا که از قارص به تفلیس لشکر کشید، ابتدا سوگند وفاداری واختانگ را در آخالکالاک پذیرفت و گوری را از طرف عثمانی‌ها با سپاهیان پسرش گشتاسپ تصرف کرد. محمد قولی خان تفلیس را به نیروهای عثمانی به فرماندهی کاپوچو درویش محمد آقا در ۲۳ ژوئن تسلیم کرد. به این ترتیب مهم‌ترین مرکز قفقاز پس از ۱۱۷ سال دوباره تحت سلطه عثمانی‌ها درآمد و منطقه کارتلی در ازای دریافت مالیات سالانه ۴۰۰۰۰ کوروس در اختیار ابراهیم پسر واختان قرار گرفت. سلحدار ابراهیم پاشا به علت انجام ندادن اقدامات بیشتر نسبت به تصرف بادکوبه از خدمت برکنار شد و ساری مصطفی پاشا فرماندار قارص جایگزین او شد.

### تصرف گنجه و سومخیتی توسط عثمانی‌ها (۱۷۲۳)
ساری مصطفی پاشا در سپتامبر ۱۷۲۳ وارد عمل شد و گنجه را با سربازان فرماندار سابق ارزروم سلحدار ابراهیم پاشا و فرماندار چیلدیر ایشاک پاشا محاصره کرد اما در این دوره به دلیل اشغال بادکوبه توسط روسیه (۲۶ ژوئن)، ساری مصطفی پاشا نیز برکنار شد و وظیفه فرماندهی به حاکم رقه عارف احمدپاشا سپرده شد. فرمانده جدید با دادن گنجه به محمد قلی خان آنجا را مستعمره عثمانی کرد. سپس در ۵ سپتامبر منطقه سومخیتی (در جنوب تفلیس) تحت سلطه عثمانی‌ها قرار گرفت و اسلام عبدالله برادرزاده واختانگ به عنوان فرماندار منصوب شد.

## جستجوی صفویه برای صلح با عثمانی (۱۷۲۳)
شاه تهماسب دوم در واکنش به حملات عثمانی سفیر خود را به استانبول فرستاد اما عثمانی‌ها به پیمان سن پترزبورگ که صفویه با روسیه منعقد کرده بودند واکنش نشان دادند و از ایران خواستند که حداقل به اندازه زمینی که به روسیه داده شده بود به آن‌ها واگذار شود و سفیر صفویه را از ارزروم رد کردند. در ماه اکتبر مرتضی قلی بیگ دومین سفیری که صفویه فرستاده بودند، در استانبول مورد استقبال وزیر اعظم داماد ابراهیم پاشا قرار گرفت و نامه شاه تهماسب مبنی بر درخواست کمک در برابر مهاجمان افغان را ارائه کرد. وزیر اعظم گفت: «در فضایی که روسیه دربند و بادکوبه و افغان‌ها اصفهان و قندهار را دارند، اگر صفویه استان‌های مجاور تبریز و ایروان را به عثمانی بسپارند می‌توان کمک کرد وگرنه عثمانی‌ها سه لشکر برای تصرف این مناطق آماده می‌کنند. پس از آن که صفویه این پیشنهاد را نپذیرفتند، عملیات نظامی عثمانی ادامه یافت».

## مذاکرات عثمانی و روسیه (۱۷۲۳)
عثمانی‌ها و روس‌ها با پیشنهاد طرف روسی در تابستان ۱۷۲۳ مذاکرات خود را برای تقسیم سرزمین‌های ایران آغاز کردند و تا زمان امضای عهدنامه (پیمان استانبول) در ۲۴ ژوئیه ۱۷۲۴، مذاکرات در استانبول بین هیئت‌های عثمانی و ایوان ایوانوویچ نپلویف سفیر روسیه با میانجیگری سفیر فرانسه مارکی دو بوناک (فرانسه که می‌خواست امپراتوری مقدس روم را محاصره کند، طرفدار صلح عثمانی و روسیه بود) برگزار شد. اشغال بادکوبه توسط روسیه در روز بعد از آغاز مذاکرات در ۲۵ ژوئیه ۱۷۲۳، تنش را بیشتر کرد. با این حال، عثمانی‌ها از محاصره برنامه‌ریزی شده گنجه در ماه اکتبر دست کشیدند تا فضایی برای دیپلماسی ایجاد کنند.

## حمله عثمانی به لرستان و آذربایجان ایران (۱۷۲۴–۱۷۲۳)

### تصرف کرمانشاه و خرم‌آباد توسط عثمانی‌ها (۱۷۲۳)
در حالی که مذاکرات در استانبول و سن پترزبورگ ادامه داشت، حسن پاشا به سرزمین‌های ایران حمله کرد و کرمانشاه را در ۱۶ اکتبر تصرف کرد و علیه سپاهیان شاه تهماسب به فرماندهی علی مردان خان فیلی که در اطراف الشتر مستقر بودند لشکر کشید. سپاهیان عثمانی نیروهای ایرانی متشکل از سربازان منطقه سلسله و دلفان را در نبرد الشتر شکست دادند، علی مردان خان به خرم‌آباد عقب‌نشینی کرد و تسلیم شد و لرستان نیز تحت سلطه عثمانی قرار گرفت. هنگامی که حسن پاشا در ۱۰ نوامبر قلعه سنندج را تصرف کرد، اردلان خان عباس قلی خان نیز تسلیم شد.

### تصرف خوی توسط عثمانی‌ها (۱۷۲۴)
ارتش عثمانی به فرماندهی کوپرولو عبدالله پاشا با هدف تصرف تبریز به سمت آذربایجان رفت. در حالی که سلماس و کردکازان را در ازای مالیات سالانه ۴۰۰۰ کوروس به حاتم خان واگذار کرد، وی خان ایرانی را که بر مراغه حکومت می‌کرد، تحت حمایت خود گرفت و به او حکم فرمانداری کرامان را داد و سپس در ۳۰ مارس خوی را محاصره کرد. در نتیجه مبارزات خونین، شهر در ۱۰ آوریل به تصرف عثمانی‌ها درآمد.
چلبی‌زاده مورخ عثمانی زیر عنوان «فتح خوی و چورس» آورده است:
«بلاد ارباب رفض و الحاد خوی و چورس همدوش به ممالک عثمانیه، لبریز از ذخایر و عساکر بود، و قبل از تسخیر تبریز، اقدم و واجب می‌نمود که به تصرف قوای عثمانی درآید. کوپرلوزاده عبدالله پاشا به اعجام بدخوی شهر خوی پیغام‌ها فرستاد، ولی درون فاسد و خبث جبلی آنان از کمند نصح و پند گریزان بود و چون گراز تیزدندان روی به ستیز می‌نهادند. زینل بیک حاکم محمودی با عده‌ای از سپاهیان روم بدان شهر هجوم بردند. شهباز خان والی خوی، محمد چلبی فرستاده سردار را زندانی کرد و اطرافیانش را کشت. نخستین نبرد طرفین در محله کنیسه اتفاق افتاد. شهر مزبور علاوه بر حصار استوار، به مواضع عدیده منحصر بود که به اصطلاح خودشان آنها را «دز» می‌گفتند. از این رو ضبط و تسخیر قلعه‌های محفوظ و مسدود شهر خوی، بدون امداد و اعانت کلی متعذر بوده و مقدور نمی‌نمود. به دستور سردار، بلوکات اربعه موصل و حلب، قبایل و عشایر قادر به ضرب و حرب صومای، حکاری، الباق به اتفاق سپاهیان والی رقه عثمان پاشا، جملگی به خوی فرستاده شدند. عبدالله پاشا بار دیگر نامه‌هایی به فارسی برای اهالی خوی فرستاده و مبارزان را دعوت به تسلیم کرد. شهبازخان گوش‌های فرستاده عثمانی را بریده روانه وان ساخت. نیروهای عثمانی در خارج شهر خیمه زده و به حمله‌های متوالی ادامه دادند ولی فتح و تسخیر خوی به علت کثرت قزلباش و وفور مهمات میسر نشد. در جریان پیکار سفیر دیگری بنام شهباز آقا حکاری به قتل رسید. سرعسکر (سردار) علاوه بر ارسال خمپاره‌ها و توپ‌های قلعه‌کوب، ده هزار نفر قوای دیگر از آناطولی جمع‌آوری کرده به امداد عثمانیان فرستاد. و شبانه‌روز روافض را زیر آتش گرفتند. در این هنگام طهماسب از نخجوان به تبریز رفت. مردم تبریز اظهار انقیاد نموده ابراز جانسپاری کردند. طهماسب برای کمک به رزم‌آوران قلعه خوی، سپاه فراوانی را در تبریز بسیج کرده به فرماندهی میرزا جلال و حاجی هاشم به خوی فرستاد عثمانیان در نزدیکی خوی به مقابله نیروهای اعزامی از تبریز برخاسته و آنان را مجبور به عقب‌نشینی به قریه ولدیان کردند، ولی میرزا جلال با عده‌ای از راه دیگر خود را به خوی رسانید. روز بیست و یکم محاصره خوی، نیروهای عثمانی با کندن راه‌های زیرزمینی بر قسمتی از شهر استیلا یافته قریب به ۴۰۰۰ نفر از قزلباشان جان باختند، ولی اهالی خوی در مذهب باطل خود ثابت قدم مانده به محاربه و مقاتله کمر بستند. بعد از این ماجرا، سردار محمدپاشا متصرف آماسیه و صنع‌الله پاشا متصرف ایچ ایل را به اتفاق فرمانده پادگان وان و سپاه یمین و یسار و ینی‌چریان آن دیار، با مهمات کامل به امداد محاصره‌کنندگان خوی فرستاد. قوای بیحد و حصر آل عثمان شبانه‌روز با اجرای عملیات نظامی مختلف و متعدد، ضربات کوبنده وارد آورده، سرانجام پس از ۵۷ روز محاصره و محاربه شدید، روز ۱۸ شعبان ۱۱۳۶ قمری آن بلده متین مفتوح شد. شهبازخان و میرزا جلال با ۳۰۰۰ قزلباش قتل‌عام شدند و اموال و اهل و عیالشان اخذ و اسیر گردیدند. روز دیگر در شهر نماز برگزار شد و خطبه به نام سلطان خواندند. بعد از خوی چورس هم به آسانی به تصرف درآمد».

### معاهده عثمانی و روسیه (۱۷۲۴)
از ژوئیه ۱۷۲۳، عثمانی‌ها در حالی که به عملیات نظامی خود در جنوب ادامه می‌دادند، با روس‌ها مذاکره می‌کردند. اگرچه روس‌ها ابتدا در مذاکرات خواستار بازگشت به مرزهای ۱۷۲۱ (که به این معنی بود که عثمانی‌ها از تسلط خود بر شروان دست می‌کشیدند) و پایان حمایت عثمانی از قبایل سنی لزگی که به روس‌ها حمله می‌کردند، مواجه شدند. در مقابل، روس‌ها با تقاضای عقب‌نشینی از آستاراخان و همچنین تمام خاک ایران که اشغال کرده بودند مواجه شدند. پس از ژانویه ۱۷۲۴، مواضع طرفین به یکدیگر نزدیک شد و در ماه‌های تابستان شروع به مذاکره کردند که مرزها در قلمرو مشترک ایران از کجا می‌گذرد. با معاهده ای که در ژوئیه ۱۷۲۴ امضا شد، در حالی که روسیه تحت الحمایه عثمانی بر شروان را به رسمیت شناختند، عثمانی‌ها نیز حمایت روسیه بر شاه تهماسب دوم را به رسمیت شناختند. اما روس‌ها قول دادند که اگر شاه تهماسب از سرزمین‌هایی که به دست عثمانی‌ها افتاده است را ترک نکند او را در مقابل عثمانی‌ها حمایت نخواهند کرد و فقط در مبارزه با افغان‌ها به او کمک خواهند کرد. دو دولت در مقابل حمله افغان‌ها نیز متحد شدند.
معاهده تقسیم شهرهای ایران در روز دوم شوال ۱۱۳۶ هجری قمری در استانبول به امضاء رسید و در همین روز عارف احمدپاشا والی تفلیس با ۶۰۰۰۰ نفر قوای مسلح و توپخانه سنگین، نخستین حمله خود را از محل کاربانسرای ایروان آغاز و ضمن کشتن ۱۰۰۰۰ نفر سربازان ایرانی و اسیرگرفتن ۱۵۰۰۰ نفر اهل و عیال ساکنان حومه، دهات را غارت نموده غنایم فراوانی را به دست آوردند. نیروهای مهاجم در مواجهه با شهر ایروان، ماه‌ها در پشت دیوارهای آن آتش گشودند و یورش‌ها بردند و سرانجام بعد از ۹۲ روز تلاش و تهاجم مستمر، روز ۷ محرم ۱۱۳۷ قمری ایروان را به تصرف خود درآوردند.

## حمله عثمانی به ایران (۱۷۲۵–۱۷۲۴)

### تصرف همدان (۱۷۲۴)
پس از مرگ حسن پاشا والی بغداد، پسرش احمد پاشا که به عنوان گروهبان جبهه ایران منصوب شده بود، با ارتش خود حمله کرد و همدان را از ۲۹ ژوئن محاصره کردند و در ۱ سپتامبر پس از متحمل شدن رنج سنگین ایرانیان همدان را تصرف کردند. سپس قروه درگزین، ثمین و آستانه را که لطیف میرزا از آنها دفاع می‌کرد، تصرف کرد. افراد لطیف میرزا در چند مرحله شبانه به ارتش ۱۵ هزار نفری عثمانی شبیخون زدند و احمد پاشا را مورد آزار قرار می‌داد، از این روی احمد پاشا تصمیم گرفت تا اشتباهات پدر را تکرار نکند، پس تصمیم گرفت تا ارتش را به سه قسمت تقسیم کند تا درصورت نیاز و مقابله با یورش ایرانیان و سربازان افغان آنها را غافلگیر کرده و از میان بردارد، پس قسمتی از سپاهیان عثمانی را در تپه روستای شوند و سه هزار نفر را در دهستان رکین کنونی مستقر کرد و دستور ساخت پادگانی نظامی را صادر کرد و از مردمان آنجا خواست تا مصالح مورد نیاز و آب آشامیدنی سپاهیان را تأمین کنند، هر دو پادگان بیرون از روستاهای شوند و رکین بنا شد و یک ماه بعد احمد پاشا تعداد صد نفر در هر پادگان و پانصد نفر را در درگزین برای محافظت و جمع‌آوری آذوقه برای ارتش اصلی گمارد و بار دیگر راهی همدان و لرستان شد تمام نواحی همدان و کرمانشاه با کمی مقاومت تسلیم عثمانی شد تا اینکه او در آغاز ماه اکتبر نهاوند را به قلمرو عثمانی ضمیمه کرد.

### تسخیر ایروان (۱۷۲۴)
در حالی که ارتش عثمانی همدان را محاصره کرده بود، ارتش دیگری در منطقه قفقاز به سمت ایروان لشکر کشی کرد که توسط محمد قلی خان گرجی که به صفویه پیوسته بود، دفاع می‌کرد. رجب پاشا آلبانیایی فرماندار تفلیس به همراه فرمانده قلعه گوری یوسف پاشا و فرماندار چلدر، اسحاق پاشا، ارتش محمد قلی خان را در نبرد آکچاکال شکست دادند و آنان را به جنوب رودخانه کور عقب انداختند (۱۷ ژوئن). فرماندار تفلیس عارف احمد پاشا در ۲۴ ژوئن (پس از ۱۲۰۰۰ تلفات ایرانیان) شهر ایروان را محاصره کرد و قلعه آن را در ۲۸ سپتامبر تصرف کرد. شمشیر شاه عباس که با تسلیم قلعه تسخیر شد (شاه عباس در سال ۱۶۰۵ ایروان را از عثمانی پس گرفته بود) نیز به استانبول فرستاده شد. عثمانی‌ها بعداً نخجوان و اردوباد را ضمیمه خود کردند.

### محاصره تبریز (۱۷۲۵–۱۷۲۴)
کوپرولو عبدالله پاشا فرماندار وان در ۵ اوت ۱۷۲۴ از خوی به سمت تبریز پیشروی کرد. پس از تسلط بر شهرهای تسوج، مرند، کشکسرای و شبیستر، ارتش عثمانی ارتش ایران به فرماندهی مصطفی خان را در نبرد در مقابل این شهر شکست داد. تبریز و قلعه را در ۱ سپتامبر محاصره کرد. ابراهیم پاشا والی حلب که ارتش عثمانی را تقویت کرد، در نبرد ایکدلی در ۱۶ سپتامبر یگان ایرانی را به فرماندهی مصطفی خان که سعی در جلوگیری از یگان وی داشت شکست داد. عبدالله پاشا علی‌رغم کمک‌های دریافتی، در ۳۰ سپتامبر به دلیل مقاومت مردم تبریز و تغییر فصل، محاصره را ترک کرد. پس از مدتی شاه تهماسب دوم نیز آذربایجان را جهت نبرد با افغان‌ها ترک کرد.
نامه شاه تهماسب دوم به مرتضی قلی بیگ دربارهٔ سربازگیری از ولایات جهت نبرد با افغان‌ها و روس‌ها پس از عقب‌نشینی عبدالله پاشا:
«حکم جهان مطاع شد آنکه سیادت و رفعت و معالی پناه نظاماً للسیادة والرفعة والمعالی مرتضی قلی بیگ صفوی به شفقت شاهانه سرافراز گشته بداند که در این وقت که به حمدالله الملک المنان عبدالله پاشای حاکم وان از بیم منع غازیان جانفشان رهنورد عیانی فرار و ادبار گردید عنان همت ملوکانه را در کمال عظمت و طمطراق به عزم تنبیه و تأدیب سرکشان عراق (افغان‌ها) معطوف فرموده بعد از آنکه موکب همایون وارد دارالارشاد اردبیل گردید به خاطر خطیر و ضمیر منیر الهام پذیر رسید که کفره اروس را که به ولایت دارالمرز آمده اذیت و اضرار به ضعفای آن ولایت می‌رسانند قلع و قمع و ساحت دارالمرز را نیز از وجود مبید خذله مزبوره مصفا فرموده رایات فیروزی آیات را به جانب عراق به حرکت و اهتزاز آوریم، آن سیادت و رفعت و معالی پناه بعد از اطلاع بر مضمون رقم مطاع بزودی در کمال استعجال روانه الکای قزل آغاج و محال تابعه آن شده کل سکنه و مردم آن حدود را از وضیع و شریف و صغیر و کبیر و برنا و پیر از سواره و پیاده که دستش یراق گیرد تماماً به هیئت اجتماعی در موعد ده یوم در یورد عالیجاه میرعزیزخان حاکم گسکر و لنگرکنان حاضر و همگی را سرگرم خدمات و جانفشانی و دفع و رفع اعادی نموده منتظر ورود موکب مسعود بوده باشد که بعد از ورود رایات فیروزی آیات و ظهور خدمات از جماعت مزبوره هر یک را مشمول نوازشات خدیوانه فرموده، چنانچه ظاهر شود که احدی تقاعد ورزیده در معسکر عالیجاه مشارالیه حاضر نشده باشد به فرق مبارک نواب مالک رقاب قسم که آتش غضب دوزخ لهیب پادشاهی زبانه کشی آغاز نموده امر به قتل و حرق خانه و اسباب او نموده به نحوی آن شخص را تنبیه و آن سیادت و رفعت و معالی پناه را که محصل امر مزبور است سیاست و تنبیه خواهیم نمود که مزیدی بر آن متصور نبوده باشد می‌باید که در این باب لوازم و اهتمام مرعی داشته و بنابرین طمع و توقع از احدی ننماید که هرگاه بعرض رسد که دیناری از احدی بازیافت نموده مورد بازخواست عظیم خواهد شد و در عهده شناسد. تحریراً فی بیست وسیم شهر ربیع‌الأولی ۱۱۳۷».
عثمانیان تصمیم گرفتند که بدون از بین بردن واحد صفوی به فرماندهی مرتضی‌قلی خان فرزند شهبازخان در قلعه زنوز در شمال تبریز، محاصره مجدد تبریز خطرناک می‌شود، پس از نبردی که ایرانیان تقریباً ۱۰۰۰۰ سرباز را از دست دادند عثمانیان قلعه مذکور را در ۲۳ می به تصرف خود درآوردند. در اواسط ژوئیه ۱۷۲۵، عبدالله پاشا با سپاهی بزرگتر این بار به سمت تبریز که الله‌قلی خان از آن دفاع می‌کرد، لشکر کشی کرد و در ۲۸ ژوئیه قلعه را محاصره کرد و در نتیجه درگیری شدید، در اول اوت شهر را تصرف کرد. و قلعه بلافاصله پس از آن. به دست عثمانیان افتاد.
چلبی‌زاده مورخ عثمانی سقوط تبریز را چنین شرح می‌دهد:
«بعد از تصرف و تخریب قلعه زنوز، پنجاه هزار نفر که از حلب تا ارزن‌الروم از شهرهای مختلف آناطولی گردآمده و در طسوج تمرکز یافته بودند، روز پنجم ذیقعده از طسوج حرکت و در پانزدهم ماه مزبور در یک منزلی شهر تبریز خیمه و خرگاه زدند. قزلباشان با توجه به یورش قبلی دشمنان از جانب سرخاب و دَوه‌چی، دیوار متینی به بلندی ده متر در آن قسمت شهر بنا نموده به فاصله ۴۰، ۵۰ گام برج‌های دفاعی مزغل‌دار بنا کرده و تفنگ‌اندازان مازندرانی را در آنها گماشته بودند. جنگ خونین و بی‌وقفه تبریز از بامداد روز شنبه ۱۷ ذیعقده ۱۱۳۷هـ آغاز و تا پایان هفته ادامه داشت. روز پنجشنبه قوای علی پاشا والی حلب از جبهه راست بر دیوار قلعه راه یافت و با گشودن دروازه آن، عثمانیان به شهر سرازیر شدند. به مردم تبریز به شرط خروج از شهر، امان داده شد. پس از بیرون رفتن زن و بچه، عثمانیان به تصدی معمار بکر آقا در اطراف مسجد اوزون حسن قلعه‌ای به طول ۱۰۰۰ متر و عرض ۸۰۰ متر برای خودشان بنا کردند».

### حکومت عثمانی در لوری، گنجه، خرم‌آباد و اردبیل (۱۷۲۵)
عثمانی‌ها در سال ۱۷۲۵ به حملات خود به سرزمین‌های ایران در قفقاز ادامه دادند. نیروهای تحت رهبری ساری مصطفی پاشا پس از یک محاصره دو روزه (۴ سپتامبر) گنجه را تصرف کردند. فرماندار ارزروم در ۵ سپتامبر قلعه لوری را که در دست گرجی‌ها بود فتح کرد.
احمد پاشا، گروهبان ارتش عثمانی در همدان، به لشکرکشی‌های خود به لرستان ادامه داد. پس از عبور از گردنه هاوا و آلشتر به سوی علی مردان که بر ضد عثمانی قیام کرده بود، لشکر کشید. علی مردان که نتوانست مقاومت کند ابتدا به شوشتر و سپس به دزفول عقب‌نشینی کرد. خرم‌آباد در ماه اکتبر تحت سلطه عثمانی‌ها درآمد. در شمال، والی ایرانی اردبیل، با تسلیم اطاعت خود از کوپرولو عبدالله پاشا، حاکمیت عثمانی را پذیرفت، به شرطی که مقبره صفی الدین اردبیلی، که نشان دهنده قداست شهر برای ایرانیان بود، تعرضی قرار نگیرد.
چلبی‌زاده مورخ عثمانی می‌نویسد:
«پس از فتح تبریز و انتشار خبر دهشت اثر آن در اطراف و اکناف، قوت قلب رافضیان شکست و راغب اطاعت شدند. مقدم بر همه، خان قره‌طاغ عبدالرزاق بیک عرض انقیاد نموده. با تعهد ارسال عواید و رسوم، از جانب عبدالله پاشا در حکومت قره‌داغ ابقاء گردید. با وساطت ایشان نامه‌ای مشحون به ترغیب و ارعاب و تهدید به اهالی اردبیل ارسال و اعلام امان شد، به شرط اینکه جمله در اطاعت فرمانده کل اعزامی (محمدآقا کتخدای عبدالله پاشا) باشند. پس از عزیمت محمدآقا به اردبیل و تنسیق و تنظیم امور، عده‌ای از رؤسای قزلباش از جمله: سردار مصطفی خان، حاکم طالش سبحان وردی‌خان، شاهقلی‌خان حاکم سابق مراغه، یحیی‌خان، حاکم اردبیل مرتضی‌قلی خان، اوغورلی‌خان، موسی‌خان، عزیزخان، وحیدخان با روافض بدایمان برای استخلاص اردبیل عهد و پیمان بسته و در طالش که ۱۰ ساعت با اردبیل مسافت داشت، گرد هم آمده بودند. سبحان وردی‌خان به مردم اردبیل نامه نوشته، اطاعت از عثمانیان را جرم عظیم شمرده، و ضمن دعوت مردم به سرکشی، اعلام کرده بود که به زودی ما به اردبیل حمله خواهیم کرد، شما هم از داخل شهر به ما ملحق شوید. سرعسکر عبدالله پاشا در تبریز، چون از مضمون نامه خبر یافت، فوراً پنجهزار نفر قشون تاتار را به فرماندهی عظمت‌گرای سلطان، به اردبیل فرستاد. محمدآقا نیز لشکر تاتار را با سایر قوای مجهز و مرتب عثمانی به جانب طالش اعزام داشت. قزلباشان در میدان نبرد مقاومت نیاورده به گیلان هزیمت نمودند و یحیی‌خان در میدان محاربه به قتل رسید. محمدآقا مظفر و منصور به اردبیل برگشت. به پاس این پیروزی و خدماتی که در اثنای فتح تبریز از محمدآقا ظاهر شده بود، از جانب سردار منشور لوای اردبیل به نام وی صادر شد و در روز سوم جمادی‌الاول ۱۱۳۸ هجری به بیگلربیگی آن شهر منصوب گردید».

## صلح با هوتکی‌ها

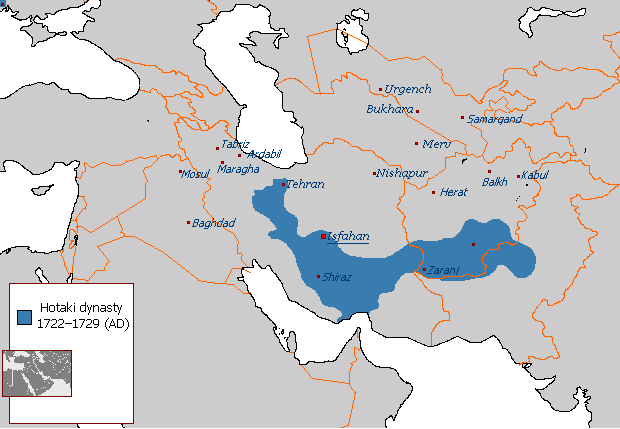
قلمرو هوتکیان در بیشترین وسعت خود.

اشرف افغان رهبر هوتکیان که با تصرف اصفهان تاج و تخت ایران را به دست گرفته بود، سفیر خود به نام عبدالعزیز خان را در ۲ ژوئن ۱۷۲۵ به استانبول فرستاد تا با عثمانی‌ها صلح کند. سفیر که در ۲۵ ژانویه ۱۷۲۶ وارد پایتخت عثمانی شد، سه نامه آورد: نامه اشرف خان خواستار عقب‌نشینی عثمانی‌ها از سرزمین‌های تسخیر شده ایران شد، در نامه صالح خان صدراعظم اشرف پیشنهاد تعیین مرز می‌شود و نامه سوم که به امضای ۱۹ تن از علمای افغان رسیده بود، از جنگ بین عثمانی‌ها و افغان‌ها که سنی مذهب بودند، انتقاد می‌کرد.
خواسته‌های دو نامه اول توسط وزیر اعظم داماد ابراهیم پاشا رد شد و نامه‌ای به امضای ۱۶۰ نفر از علمای عثمانی علیه نامه سوم فرستاده شد. با رد پیشنهادها هوتکی‌ها، جنگ دوباره در سال ۱۷۲۶ آغاز شد.

## حملات عثمانی به ایران (۱۷۲۶)
حملات احمدپاشا فرمانده همدان توسط ارتش متشکل از ۴۰۰۰۰ سرباز قبایل عرب به فرماندهی بنی جمیل متوقف شد اما در نبرد ناکا در ۲۵ می‌شکست خوردند.
در حالی که نیروهای عثمانی در چهار جبهه پیروزهای جداگانه‌ای به دست آوردند، احمد پاشا با ارتش اصلی عثمانی در ماه نوامبر به سمت اصفهان پیشروی کرد که در اختیار هوتکی‌ها بود. احمد پاشا به اشرف پیغام داد که افغان‌ها مردم ناشایسته‌ای هستند که به‌ناحق پادشاهی را معزول و سلطنت را غصب کرده‌اند و شاه سلطان حسین را شاه قانونی ایران دانست. اشرف از این پیغام سخت خشمگین شد و افرادی را برای کشتن شاه سلطان حسین به اصفهان فرستاد و اشرف سر شاه سلطان حسین را برای احمدپاشا ارسال کرد.
در ۲۰ نوامبر در نزدیکی همدان هنگامی که سواره نظام کُرد از جنگیدن با ارتش سنی هوتکی‌ها خودداری کرد و عقب‌نشینی کرد، ارتش عثمانی از هوتکی‌ها شکست خورد و به سمت همدان عقب‌نشینی کرد. هوتکی‌ها زنجان، ابهر و طارم را در شمال پس گرفتند.

## مذاکرات صلح و معاهده همدان (۱۷۲۷)
پس از عقب‌نشینی ارتش عثمانی، در سال ۱۷۲۷ در حالی که عثمانی‌ها برای وارد کردن ضربه نهایی به هوتکی‌ها تدارک سازمان‌یافته‌تری داشتند، هوتکی‌ها سفیران خود، ابتدا حاجی اسماعیل و سپس ملا نصرت را نزد احمد پاشا در همدان فرستادند و پیشنهاد صلح دادند. مذاکرات در زمانی آغاز شد که ارتش اصلی عثمانی با آمدن از کرمانشاه به همدان در۲۳ سپتامبر آماده حمله می‌شد. در ۴ اکتبر توافقی با ۱۲ ماده حاصل شد. طبق این موافقتنامه:
- هوتکی‌ها از سال ۱۷۲۳ دستاوردهای ارضی عثمانی در قفقاز و غرب ایران را به رسمیت شناختند.
- عثمانی‌ها هوتکیان را (مانند دوره صفویه) از نظر پروتکل به عنوان طرفینی برابر به رسمیت شناختند (ماده ۲). در این زمینه لقب شاهنشاهی اشرف خان از سوی عثمانی‌ها پذیرفته شد.
- عثمانی‌ها همچنین مسئولیت هوتکی‌ها را در تأمین امنیت مسیر زیارتی ایران به خاک عثمانی به رسمیت شناختند.
- طرفین در مورد حق متقابل برای داشتن مقامات (قاضی) در پایتخت خود برای حفظ منافع تجاری خود توافق کردند (ماده ۶).
- هوتکی‌ها متعهد شدند که با قبایل بصره جنگ نکنند و در صورت تسلط کامل عثمانی‌ها بر این قبایل، متعهد شدند که حاکمیت عثمانی را بر مناطق تحت تسلط خود (در شمال خلیج فارس) به رسمیت بشناسند. (ماده ۷).
- هوتکی‌ها زنجان، سلطانیه و ابهر را که پس از جنگ اشغال کرده بودند به عثمانی‌ها بازگرداندند (ماده ۱۰).
- طرفین با تشکیل کمیسیون مرزی برای تعیین مرز موافقت کردند (ماده ۱۱).

## پس از جنگ
عهدنامه همدان که در سال ۱۷۲۷ به امضا رسید، چندان دوام نیاورد. نادرقلی که فرمانده کل سپاه شاه تهماسب دوم شده بود، ایران را که تحت اشغال عثمانی‌ها، روس‌ها و افغان‌ها بود احیا کرد، در سال ۱۷۲۹ با شکست دادن هوتکی‌های افغان وارد اصفهان شد. در سال ۱۷۳۰ برای تصرف سرزمین‌های تصرف شده توسط عثمانی‌ها حمله ای را آغاز کرد. در نتیجه، عثمانی‌ها خود را در جنگی شدید دیدند که تا سال ۱۷۴۶ با وقفه ادامه یافت. حمله نادرقلی در سال ۱۷۳۰ و غافلگیری عثمانی‌ها تأثیر تکان‌دهنده‌ای بر استانبول گذاشت و منجر به وقوع شورش حامیان هلیل شد که به پایان دوره لاله‌ها که از سال ۱۷۱۸ ادامه داشت، انجامید.